# Маккормак, Джон (певец)

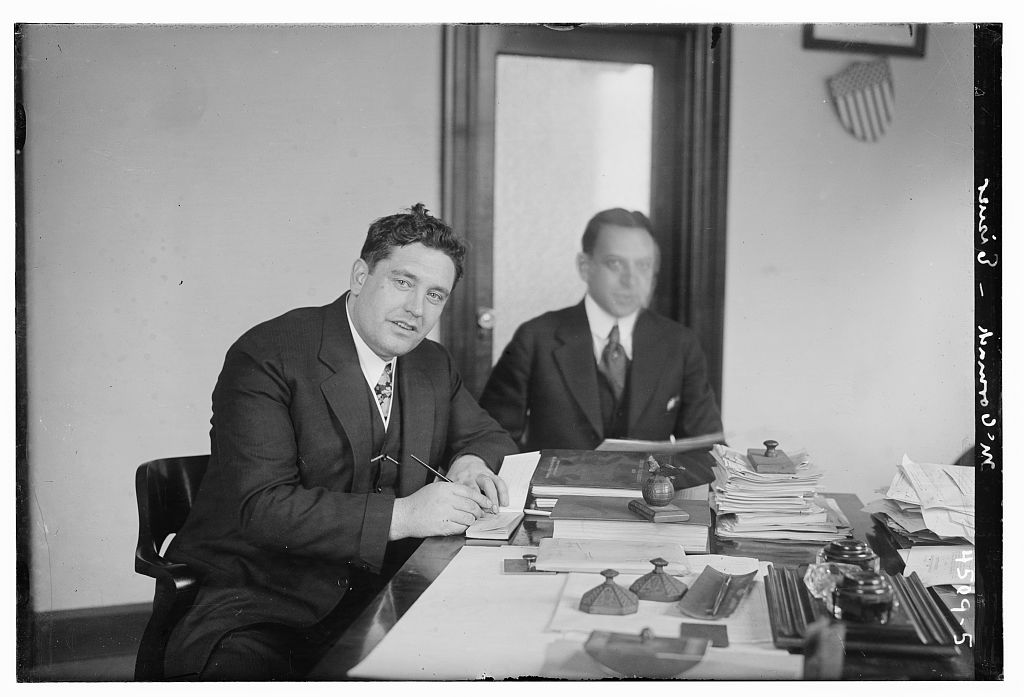
Джон Маккормак уплачивает Марку Эйснеру, сборщику налогов Третьего округа Нью-Йорка, $75 000 в качестве подоходного налога (6 марта 1918 года)

Джон Фрэнсис Маккормак (англ. John Francis McCormack; 14 июня 1884 года, Атлон, Ирландия — 16 сентября 1945 года, Дублин, Ирландия) — ирландский тенор, исполнитель оперных арий и популярных песен, известный выдающейся дикцией и контролем дыхания. Носил титул папского графа. Натурализовался в США, после чего вернулся в Европу и жил в Ирландии.

## Ранние годы
Джон Маккормак родился 14 июня 1884 года в Атлоне, графство Уэстмит, Ирландия, был четвёртым из одиннадцати детей Эндрю Маккормака и Ханны Уотсон. Крещён в церкви Святой Марии в Атлоне 23 июня 1884 года. Родители будущего тенора работали на Атлонской шерстопрядильной фабрике.
Начальное образование получил в католической общине Братьев Марист в Атлон, позднее поступил в Саммерхилл-колледж в Слайго. Пел в хоре старой Церкви Св. Петра в Атлоне под руководством хормейстера Майкла Килкелли. Когда семья переехала в Дублин, стал петь в хоре Церкви Святой Марии, где его заметил композитор Винсент О’Брайен. В 1903 году Маккормак выиграл престижную золотую медаль в Дублинского музыкального фестиваля. В 1906 году женился на Лили Фоули, в браке родилось двое детей: Сирил и Гвен.
В марте 1904 Маккормак познакомился с Джеймсом Джойсом, который в то время имел амбиции певца. Ричард Эллманн в его биографии Джойса пишет, что Джойс получил от Маккормака несколько уроков пения. Вместе с приятелем Джойса, Ричардом Бестом, Маккормак убедил Джойса принять участие в Дублинском фестивале 1904 года.

## Карьера
Благодаря кампании по сбору средств Маккормак смог в 1905 году поехать в Италию, где в Милане учился пению у Винченцо Сабатини (отца писателя Рафаэля Сабатини). Сабатини считал, что голос Маккормака поставлен от природы и сконцентрировался на совершенствовании дыхания — элементе, который станет визитной карточкой знаменитого вокалиста.
В 1906 году состоялся первый оперный дебют Маккормака в театре Чьабрера в Савоне. В следующем году он пел в Ковент-Гарден в оперном спектакле «Сельская честь» Масканьи, став самым молодым первым тенором театра. В 1909 году началась американская карьера певца. Майкл Скотт (The Record of Singing, 1978) писал, что на этом этапе карьеры Маккормака следует считать тенором итальянского стиля — и он пел (и записывал) французские оперные арии на итальянском языке. Джон Стини (The Grand Tradition, 1971) также отмечает, что несмотря на эстрадные выступления и ирландские корни Маккормак, в сущности, оставался итальянским тенором.
В феврале 1911 года Маккормак пел арию лейтенанта Пола Меррилла в мировой премьере оперы Виктора Герберта Natoma с Мэри Гарден в главной роли. Позже в том же году он гастролировал по Австралии после того, как Нелли Мелба, тогда находившаяся на пике своей оперной карьеры в возрасте 27 лет, пригласила его в качестве тенора на свой сезон в Гранд-Опера. Он совершал концертные турне и в последующие годы.

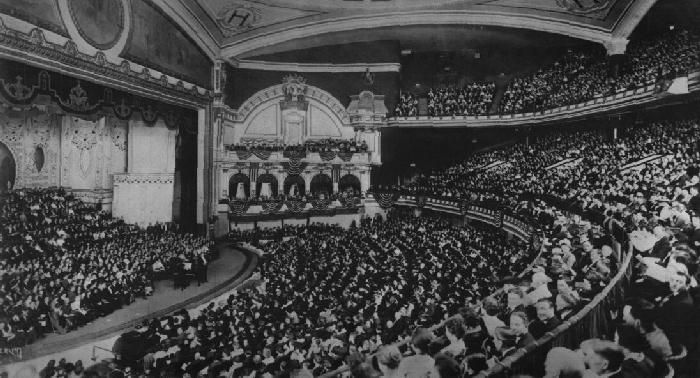
Джон Маккормак в пятитысячном зале New York Hippodrome (ок. 1915—1916 годов)

С 1912 года Маккормак всё активнее участвует в концертных выступлениях, где его голос и обаяние сделали его прославленным лирическим тенором своего времени. При этом он не отказывался от оперных спектаклей до 1923 года, когда последний раз пел в Монте-Карло, хотя к тому времени уже не мог брать самые верхние ноты. Известный необыкновенным контролем дыхания, он мог спеть без паузы 64 ноты арии Il mio tesoro из оперы «Дон Жуан» Моцарта, столь же впечатляющим были в его исполнении произведения Генделя.
Маккормак сделал сотни записей, первые — на восковые валики в 1904 году. Наиболее коммерчески успешной серией стали фонограммы для Victor Talking Machine Company в 1910-х и 1920-х годах. У этой компании Маккормак был вторым по популярности исполнителем после Энрико Карузо. Маккормак также регулярно выступал по радио и снялся в нескольких звуковых фильмах, в том числе в первом британском фильме, снятом по технологии трехплёночного «Техниколора», Wings of the Morning (1937).
Маккормак был одним из первых артистов, записавших популярную балладу I Hear You Calling Me, написанную в 1908 году Гарольдом Харфордом и Чарльзом Маршаллом; всего он сделал две записи для Odeon (первую — в 1908 году) и четыре — для Victor (между 1910 и 1927 годами). Запись стала для Маккормака самой продаваемой. Также он был первым артистом, записавшим знаменитую песню Первой мировой войны «Путь далёкий до Типперери» (1914). В 1917 году появилась запись Keep The Home Fires Burning, хотя на этот раз Маккормак не был первым её исполнителем. Также он исполнял песни, в которых выражались идеи ирландского национализма: его запись The Wearing of the Green об ирландском восстании 1798 года стала вдохновением для борцов за Гомруль и одобрением отделения Ирландии от Соединенного Королевства. Маккормак иногда исполнял песни Томаса Мура, в частности The Harp That Once Through Tara’s Halls, The Minstrel Boy, Believe Me If All (Those Endearing Young Charms) и «Последняя роза лета». Между 1914 и 1922 годами он записал почти два десятка песен под аккомпанемент Фрица Крейслера на скрипке. С Крейслером Маккормах также ездил на гастроли. Для Общества Хуго Вольфа тенор записал альбом песен Хуго Вольфа. В 1918 году он записал песню Calling Me Home to You.
В 1917 году Маккормак натурализовался в Соединенных Штатах. В июне 1918 года он пожертвовал $11 458 в пользу участия США в Первой мировой войне. К этому времени его пение приносило огромную прибыль, составлявшую миллионы от выступлений и продаж записей.
К 1920 году постоянным аккомпаниатором Маккормака стал Эдвин Шнейдер. Когда Шнайдер вышел на пенсию, его место с 1939 по 1943 годы занимал Джеральд Мур.
В 1927 году Маккормак переехал в аббатство Мур в Монастеревине, графство Килдэр, и жил, по ирландским стандартам, в роскоши. Он владел апартаментами в Лондоне и Нью-Йорке. Завёл скаковых лошадей и надеялся, что однажды выиграет Эпсомское дерби.
В 1930 году Маккормак купил у Кармана Руньона владение «Руньон Каньон» в Голливуде. Здесь он жил во время съёмок фильма Song o' My Heart (1930). Для покупки он использовал полученный за этот фильм гонорар, а затем выстроил усадьбу, которую назвал «Сан-Патрицио» а честь Святого Патрика. Маккормак и его жена жили в особняке до возвращения в Англию в 1938 году.
Маккормак часто гастролировала, и в его отсутствие в особняке часто жили такие знаменитости, как Джанет Гейнор и Шарль Буайе. У певца появилось много друзей в Голливуде: Эррол Флинн, Уилл Роджерс, Джон Берримор, Бэзил Рэтбоун, Рональд Колман, Чарльз Тоберман и семья Доэни. После прощального турне в 1937 году передал «Руньон Каньон» обратно Карману Руньон, надеясь вернуться в поместье позже. Но началась Вторая мировая война вмешались, и Маккормак уже не вернулся.
Маккормак первый раз закончил карьеру в Альберт-холле в Лондоне, в 1938 году. Однако через год после прощального концерта он снова пел для Красного Креста и в поддержку военных усилий.
Он давал концерты, гастролировал, давал концерты по радио и записывался до 1943 года, когда пошатнувшееся здоровье вынудило его окончательно сойти со сцены.
Страдавший от эмфиземы, он купил дом, «Глена», у моря в районе Бутерстауна, пригорода Дублина. После череды инфекционных заболеваний, включая грипп и пневмонию, Маккормак умер в сентябре 1945 года. Похоронен на кладбище Динсгрендж.

## Награды и премии

Марки, посвященные Маккормаку

В течение музыкальной карьеры Маккормак получал многочисленные награды и премии. В 1928 году римский папа Пий XI присудил ему титул папского графа в знак признания работы в пользу католических благотворительных организаций. Ранее он получил три папских рыцарских звания: кавалер ордена Гроба Господня, рыцарь ордена Святого Григория Великого и рыцарь Ордена Святого Сильвестра. Он также являлся кавалером Ордена госпитальеров и тайным камергером меча и плаща (в настоящее время звание известно как папский дворянин).
Одним из самых известных выступлений Маккормака в Ирландии стало исполнение Panis Angelicus Сезара Франка перед тысячами слушателей в дублинском Феникс-парке в 1932 году во время Евхаристического конгресса.
Бронзовая статуя Маккормак в натуральную величину, созданная скульптором Элизабет О’Кейн, была установлена в Дублине 19 июня 2008 года. Статуя находится в Айв-Гарденс, недалеко от Национального концертного зала.

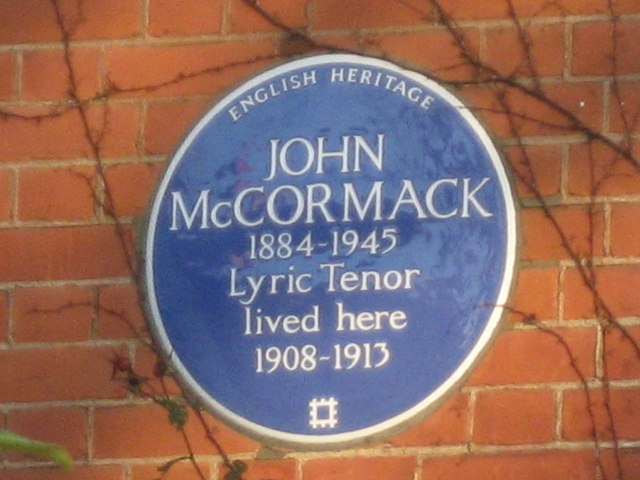
Памятная доска Джона Маккормака в Лондоне.

В родном городе Маккормака, Атлоне, концертный зал Атлонского технологического института назван в честь Джона Маккормака.
Его память также увековечена синей мемориальной доской «Английского наследия»", установленной на доме неподалёку от лондонского Хампстеда по адресу 24 Фернкрофт-авеню, где певец жил с 1908 по 1913 годы.
В январе 2014 года Центральным банком Ирландии была выпущена серебряная коллекционная монета достоинством 10 евро с портретом Маккормака. Монета вышла в рамках серии «Звёзды Европы», посвящённой европейским музыкантам.
Статуя тенора была открыта на площади перед администрацией Атлона, недавно названной в его честь. Церемония состоялась 24 октября 2014 года. К открытию скульптурной композиции, созданной ирландским художником Рори Беслином, было приурочено бесплатное посещение выставки о знаменитом певце.

## В культуре
Джон Маккормак упоминается в первой строке песни The Sick Bed of Cu Chulainn группы The Pogues, в которой он изображён поющим у постели больного Рихарда Таубера.